# 美加基拉斯
美加基拉斯（日文：メガギラス/英文：Megaguirus）是哥吉拉系列電影中出現的一隻怪獸 (港譯：超翔龍)。美加基拉斯的第一次出場是2000年的《哥吉拉×美加基拉斯 G消滅作戰》。

## 登場電影
1. 《空中大怪獸拉頓》※僅美加努龍
2. 《哥吉拉×美加基拉斯 G消滅作戰》（2000年）

## 美加基拉斯資料

### 初代美加努龍
- 全長:2m
- 體重:1噸
- 登場電影:《空中大怪獸拉頓》

### 二代目美加努龍
1. 體長:2m
2. 登場電影:《哥吉拉×美加基拉斯 G消滅作戰》

### 美加紐拉
- 翼長:5m
- 登場電影:《哥吉拉×美加基拉斯 G消滅作戰》

### 美加基拉斯
- 全長:50m
- 翼長:80m
- 體重:1萬2000噸
- 登場電影:《哥吉拉×美加基拉斯 G消滅作戰》

## 外部連結
- 【哥吉拉怪獸介紹】超翔怪獸 美加基拉斯